# Corc del pa
El corc del pa (Stegobium paniceum) és un petit coleòpter de la família dels ptínids que en la seva fase adulta fa uns tres mil·límetres, i és d'un color marró cafè. És l'únic representant del gènere Stegobium.
Habita sobretot en climes càlids, i s'alimenta bàsicament de pa, farina i altres derivats del blat, tot i que se'l pot trobar infestant qualsevol altre tipus d'aliments. No s'ha de confondre amb l'escarabat del tabac (Lasioderma serricorne) que és una mica més petit, i té les antenes serrades, mentre que l'escarabat del pa les té llises acabades en tres segments més grans que la resta.

## Galeria d'imatges

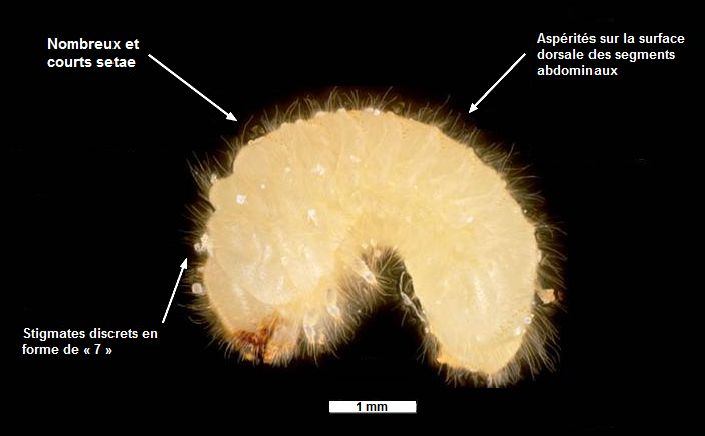
Larva
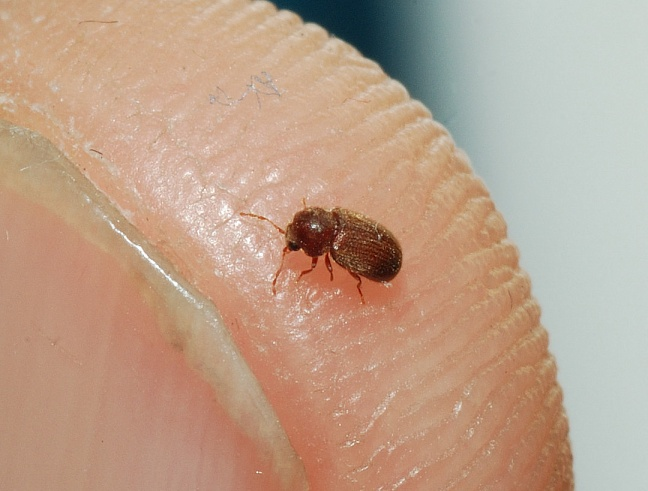
Detall d'un exemplar adult